# 桂三象
桂 三象（かつら さんぞう、1956年1月3日 - ）は高知県高知市出身の落語家。本名および旧芸名は梶原 一弘（かじわら かずひろ）。吉本興業所属。上方落語協会会員。

## 来歴・人物
関西大学文学部在学中は落語研究会に所属（当時の高座名「関大亭鶴亀」）し、卒業後、大学の先輩である桂三枝（現・六代桂文枝）の紹介で花月での進行役を勤める。1979年に吉本新喜劇に本名の梶原一弘で入団、岡八郎の指導を受け、7年間在籍した。1986年2月、30歳にして三枝の下に入門し内弟子修行を始める。三造の名で初舞台。1992年3月には三象に改名。現在は定期的に桂三歩と「桂三歩・三象二人会」を開催。
師匠の文枝曰く「本人は欲がなく芸風も個性的で頑固」。風貌に似合わず古典落語も演じる。他にも文枝作のネタや自作の「農業祭り」がある。また、新舞踊の名取りでもあり若柳流から藤間流。顔を白塗りし頭に花をつけて二枚の扇子を操りながら踊る「三象踊り」と称した踊りで舞台に上がることもある。国語辞典、漢和辞典の新刊を、小学校の頃から毎年購入している「辞書コレクター」でもある。現在は200冊以上を所有。
芸歴が長くベテランの域に達しているが現在でもアルバイトをしている（島田一の介の経営するバー「ベル」やホストなど）。その経験をネタにした噺もある。

## 受賞
- 繁昌亭爆笑賞（2011年）